# Olympische Sommerspiele 1984/Teilnehmer (Nordjemen)
| Gelbes Symbol für Goldmedaillen mit stilisierten Olympischen Ringen | Graues Symbol für Silbermedaillen mit stilisierten Olympischen Ringen | Braundes Symbol für Bronzemedaillen mit stilisierten Olympischen Ringen |
| ------------------------------------------------------------------- | --------------------------------------------------------------------- | ----------------------------------------------------------------------- |
| —                                                                   | —                                                                     | —                                                                       |

Die Jemenitische Arabische Republik nahm an den Olympischen Sommerspielen 1984 in Los Angeles, USA, mit einer Delegation von zwei Sportlern (allesamt Männer) teil. Es war neben 1988 die einzige Teilnahme an Olympischen Sommerspielen.

## Teilnehmer nach Sportarten

### Leichtathletik
- Abdul Al-Ghadi
800 Meter: Vorläufe

- Ali Al-Ghadi
5000 Meter: Vorläufe
10.000 Meter: Vorläufe